# Éducation spécialisée
L’éducation spécialisée est un domaine du travail social qui place la relation éducative au centre de son action. Elle comprend de multiples champs d'intervention comme le handicap, l'aide sociale à l'enfance et la lutte contre l’exclusion. Elle vise à favoriser l'autonomie des personnes accompagnées en les aidant à se repérer dans la société. Son corpus théorique s'appuie sur les sciences de l’éducation et de la pédagogie mais aussi de la psychologie, de la sociologie et du droit. 

## Enjeux et délimitations
La spécificité de l'éducation spécialisée par rapport à d'autres secteurs et professions du travail social est de s'ancrer dans la vie quotidienne du sujet accompagné. L'accompagnement est aussi bien social que psychologique. L'éducateur spécialisé joue un rôle de médiateur et de soutien à une personne ou à un groupe en partageant des moments de vie. La spécialisation ne tient pas à la nature des compétences ou des méthodes de travail mais des publics qui correspondent à une frange de la population. 
La locution « éducation spécialisée » peut être mise en relation avec l'« éducation spéciale » mise en avant par Jean Itard à propos des sourds-muets, terme repris par Félix Voisin en 1830 et Édouard Séguin en 1843. En France, la notion d'éducation spécialisée est popularisée en 1946 par le juriste Jean Chazal dans son ouvrage Les enfants devant leurs juges et Henri Joubrel dans L’enfance dite « coupable ».  Dans l’entre-deux-guerres, des initiatives novatrices sont entreprises à l'égard des jeunes en difficulté, comme August Aichhorn en Autriche, Anton Makarenko en URSS et Edward J. Flanagan aux États-Unis. Si depuis l'après-guerre les structures et le profil des populations cibles se sont diversifiés, la démarche éducative reste ainsi un marqueur de la profession.

## Champs d'interventions
L'éducateur spécialisé intervient auprès de nombreux publics. Il est un acteur de l'aide sociale à l'enfance en s'occupant des enfants en difficulté, en placement judiciaire ou administratif, souffrant par exemple de carence affective ou de maltraitance. L'éducateur est sollicité dans le champ du handicap physique et psychique, étant plus largement amené à favoriser l'inclusion de personnes atteintes de divers troubles ou déficiences. Il intervient dans la réinsertion sociale en accompagnant des jeunes délinquants et des toxicomanes. L'éducation spécialisée participe également à la lutte contre l'exclusion par le soutien aux personnes sans-abri ou en situation de migration.

## Relation éducative
Le projet politique à l'origine de l’éducation spécialisée vise à promouvoir « le droit, pour chaque individu et à l'intérieur d'un même espace social, à la liberté de penser et d'agir en responsabilité, à l'égalité des chances dans le respect des trajectoires de vie propres à chacun et à la fraternité qui permet la ressemblance des êtres en dépit de leurs différences », . Le renforcement de l'autonomie de la personne accompagnée ne consiste donc pas uniquement à l'acquisition de compétences sociales permettant de subvenir aux besoins fondamentaux, comme trouver un logement ou exercer un travail. L'éducateur doit aussi permettre à l’autre de s'accepter, d'exprimer son ressenti, sa souffrance et ses aspirations . Le besoin de reconnaissance, la confrontation à la norme, l’estime de soi ou la découverte du sentiment amoureux sont autant de questions personnelles qui peuvent être explorées dans le travail éducatif.
L'établissement d'une relation éducative suppose une capacité d'écoute qui montre à l'interlocuteur la prise en compte de sa parole sans mépris ni indifférence. L'écoute active comprend aussi le décodage des émotions latentes, qui s'expriment aussi avec le langage corporel. La relation d'aide dans le champ éducatif suppose l’adhésion du sujet accompagné et donc l’évitement de la contrainte ; même si elle est parfois imposée par le cadre ou l'institution (obligations de soins pour un toxicomane ou hébergement dans un centre fermé par exemple). Comme dans les autres branches du travail social et médico-social, cette relation se distingue de la charité : il ne s'agit pas de vouloir le bien d'autrui par des conseils avisés et dans une posture dominante mais de s'appuyer sur la responsabilité du sujet. Le cadre professionnel empêche la dette morale de prendre un tour personnel, l'aidant étant payé pour son acte de solidarité,. Le travail d'équipe, le règlement, la déontologie et la direction de l’établissement sont des garde-fous de la relation d'aide, dans la mesure où celle-ci comporte toujours une part de dissymétrie entre l'accompagnant et l'accompagné, donc un risque d'emprise et de surinvestissement affectif.

## Médiation

### Nature et rôle des activités
Les animations jouent de nombreux rôles selon les situations et les objectifs du travail éducatif. Elles favorisent l'unité du groupe ou au contraire correspondent aux besoins et aspirations spécifiques d'un petit nombre, voire d'un individu en particulier. Elles peuvent prendre la forme de loisirs avant tout ludiques ou d'activités à visée psychoéducative ou psychothérapeutique. Elles se destinent par exemple à favoriser la convivialité, la créativité, la socialisation, la valorisation de soi, la symbolisation ou encore l'expression corporelle ou le renforcement des capacités scolaires. 

### Place de l’informel et du quotidien
Le partage d'un moment ou d'une période de la vie avec un enfant, un adolescent ou un adulte constitue un point caractéristique et central de la relation éducative ; la relation étant un outil afin d'amener la personne accompagnée à se situer par rapport à elle-même, aux autres et à la société. Si en effet la mise en place de projets personnalisés est au cœur de l’éducation spécialisée, les activités routinières sont également des moyens d'assurer un cadre sécurisant à des personnes souvent fragilisées par leur parcours de vie. Ces points de repère et le temps informel, comme le partage d'un repas, les tâches domestiques ou les veillées, permettent des échanges et des moments d'écoute spontanés.